# Vụ đánh bom Nhà thờ chính tòa Jolo 2019
Vụ đánh bom Nhà thờ chính tòa Jolo 2019 xảy ra 27 tháng 1 năm 2019, hai quả bom phát nổ tại Nhà thờ chính tòa Đức Mẹ Núi Carmel thuộc Giáo hội Công giáo Rôma ở Jolo, Sulu, Philippines. Mười tám người đã thiệt mạng và 102 người khác bị thương trong vụ tấn công theo báo cáo của Bộ Tư lệnh Tây Mindanao (WESMINCOM)

## Bối cảnh và nguyên nhân

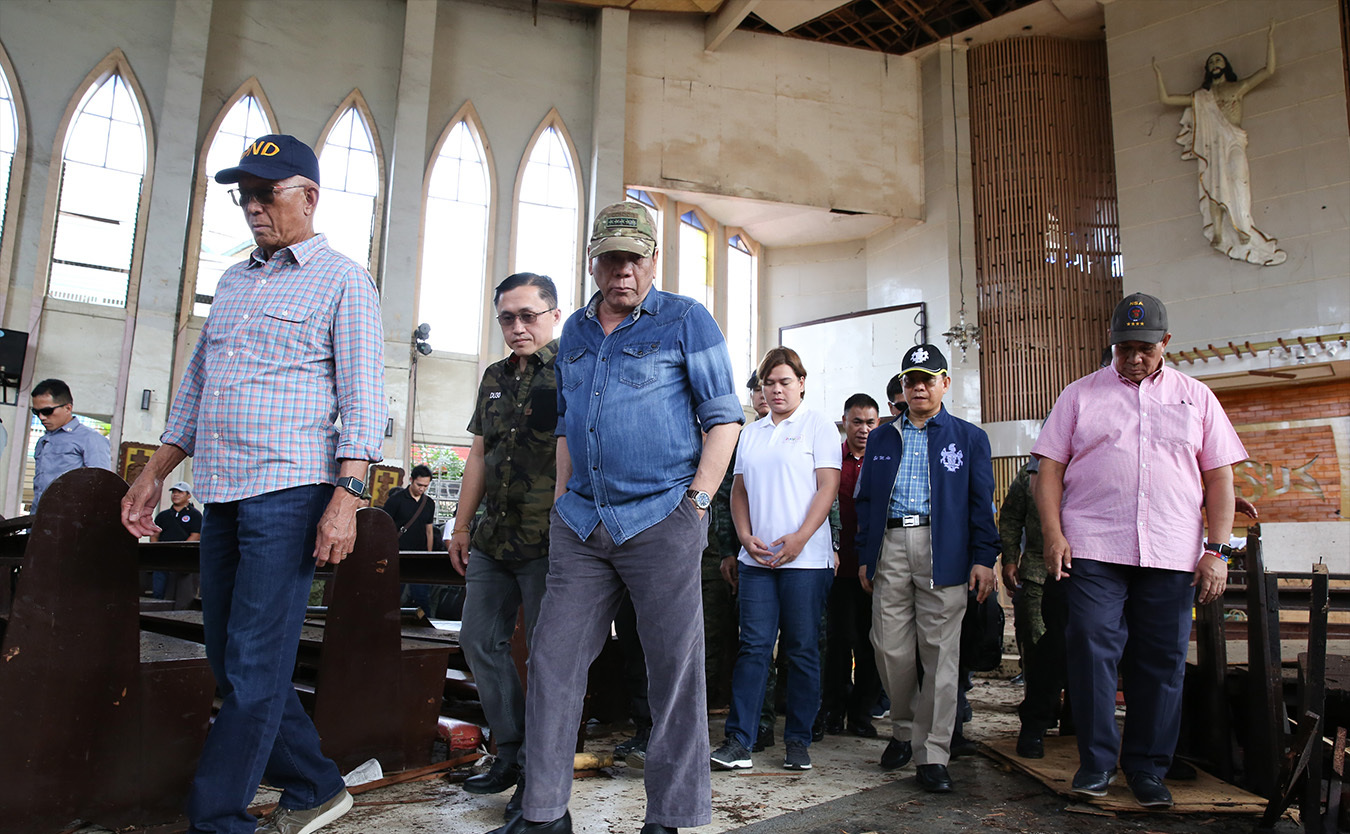
Tổng thống Rodrigo Duterte cùng các quan chức chính phủ khác kiểm tra nhà thờ sau hậu quả của vụ đánh bom.

Vụ nổ xảy ra là một tuần sau cuộc trưng cầu dân ý về việc thiết lập quyền tự trị Bangsamoro ở miền nam, chủ yếu là các khu vực Hồi giáo ở Jolo Philippines, bao gồm cả tỉnh Sulu. Được biết, Holo, thủ phủ của tỉnh, là một thành trì của nhóm Abu Sayyaf liên kết với tổ chức người khủng bố, Nhà nước Hồi giáo. Sulu là tỉnh duy nhất bỏ phiếu chống trưng cầu dân ý, với kết quả từ 163526 (54,3%) đến 137 630 (45,7%). Mặc dù những kết quả này, tỉnh này sẽ được đưa vào khu vực Bangsamoro do phần lớn các quốc gia khác các khu vực.
Người ta cho rằng các cuộc tấn công ở Holo là do nỗi sợ của bọn tội phạm địa phương và bọn xã hội đen mất quyền lực trong khu vực của chúng, nơi chúng kiếm lợi từ buôn bán vũ khí và ma túy phát triển mạnh ở các vùng xung đột ở tỉnh Sulu. Chính phủ Bangsamoro đề xuất có kế hoạch cấm súng và giải giáp quân đội tư nhân địa phương sau khi tạo ra một khu tự trị mới.

## Tấn công

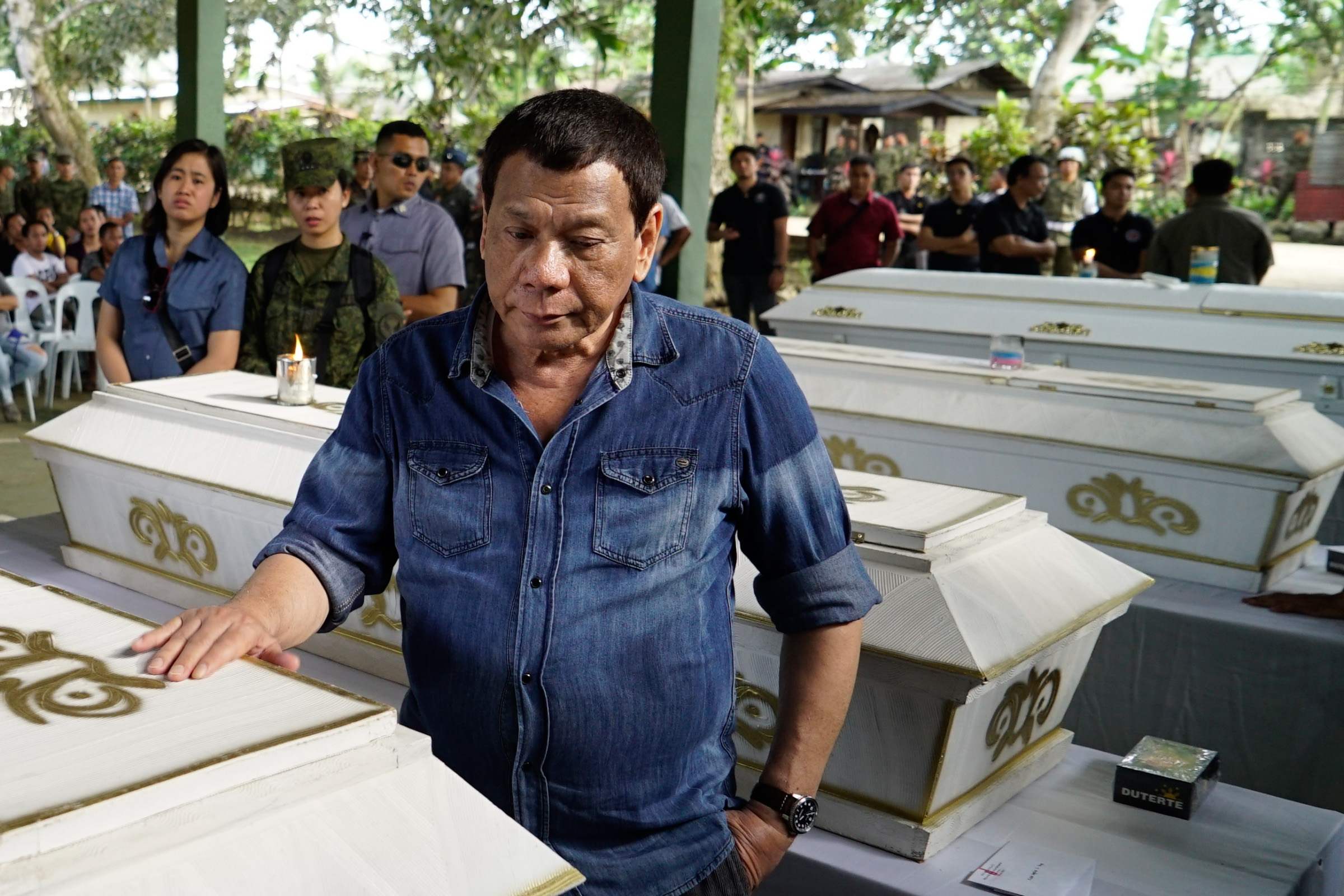
Tổng thống Dante bày tỏ sự tôn trọng đối với nạn nhân của vụ đánh bom lần cuối. Nhiều người chết vì đánh bom nhà thờ.

Quả bom đầu tiên phát nổ bên trong nhà thờ vào khoảng 8:45 sáng, khi Thánh lễ đang diễn ra. Vụ nổ thứ hai xảy ra tại bãi đậu xe của nhà thờ, nơi các binh sĩ của tiểu đoàn bộ binh 35 đến. Các quan chức quân đội địa phương báo cáo rằng một thiết bị nổ ngẫu hứng nằm trong cốp xe máy.

Dòng thời gian của vụ đánh bom (27 tháng 1):
- 8:26 – Mọi người được hiển thị đi về việc vặt chủ nhật.
- 8:28 – Đầu tiên Thiết bị nổ tự tạo (IED) phát nổ bên trong thánh đường.
- 8:30 – Từ một góc độ khác, mọi người được nhìn thấy đang đi về phía nhà thờ và bỏ chạy khi một vụ nổ thứ hai xé toạc khu vực đỗ xe của Nhà thờ khi quân đội của Tiểu đoàn Bộ binh 35 phản ứng.

Tất cả thời gian là UTC (UTC+8).

## Phản ứng
Ngay sau sự cố, Cung điện Malacañang (nơi ở của Tổng thống) đã đưa ra một tuyên bố rằng sẽ không có sự thương xót cho những kẻ đánh bom. Người phát ngôn của Tổng thống Vĩ, Salvador Panelo, nhấn mạnh rằng, chúng ta sẽ theo đuổi đến tận cùng trái đất, những tên tội phạm tàn nhẫn đằng sau tội ác ghê tởm này, cho đến khi mọi kẻ giết người bị đưa ra xét xử và sẽ không đứng sau song sắt. Luật pháp sẽ không cho họ bất kỳ sự thương xót nào. Tổng thống Rodrigo Duterte bày tỏ sự phẫn nộ về các sự cố và đến thăm nơi xảy ra vụ đánh bom vào ngày hôm sau. Bộ chỉ huy quân sự lãnh thổ của Tây Mindanao xác nhận rằng Tổng thống Duterte đã ban hành lệnh cho một chiến dịch quân sự toàn diện chống lại các nhóm khủng bố.
Hội nghị của các Giám mục Công giáo Philippines đã đưa ra một tuyên bố bày tỏ sự thông cảm với các nạn nhân và gia đình của họ, lên án các vụ tấn công là một hành động khủng bố. Các giám mục kêu gọi các Kitô hữu tham gia Hồi giáo và cộng đồng địa phương để bảo vệ thế giới khỏi chủ nghĩa cực đoan. Giáo hoàng Phanxicô đã lên án các vụ đánh bom, lặp đi lặp lại: Tôi đã lên án bằng những từ ngữ mạnh mẽ nhất trong tập phim bạo lực này một lần nữa ảnh hưởng đến cộng đồng Kitô giáo này. Tôi cầu nguyện cho người chết và bị thương. Xin Chúa, hoàng tử của thế giới, biến trái tim của kẻ độc ác và ban cho cư dân của vùng này chung sống hòa bình.
Chủ tịch Mặt trận Giải phóng Hồi giáo Moro (MILF) Mohager Iqbal đã lên án các cuộc tấn công vào thường dân vô tội, gọi chúng là "bạo lực vô nghĩa". Ví dụ của ông được theo sau bởi Chủ tịch Mặt trận Giải phóng Quốc gia Moro (FNOM), Yusop Jikiri, người nói rằng trách nhiệm cho các vụ nổ có thể "chỉ đối với những kẻ khủng bố chống lại thế giới, những người ngu dốt và lầm lạc." Phát ngôn viên chính thức của FNOM Emmanuel Fontanile kêu gọi chính phủ tổ chức các cuộc đàm phán hòa bình với các nhóm Hồi giáo, bao gồm các nhóm cực đoan và khủng bố, Abu Sayyaf và Chiến binh Giải phóng Hồi giáo Bangasamoro.
Nhiều quốc gia, bao gồm Úc, Canada, Trung Quốc, Indonesia, Nga, Ả Rập Saudi, Iran, Ai Cập, Brasil, Bahrain, Nhật, Qatar, Brunei, Hungary, Pháp, Na Uy, Nam Phi, Tây Ban Nha, Thổ Nhĩ Kỳ, Vương quốc Anh, Mỹ, và Việt Nam, đã tuyên bố trong đó lên án các vụ tấn công và bày tỏ sự chia buồn với các nạn nhân, cũng như các tổ chức quốc tế, bao gồm Liên minh châu Âu, Tổ chức Hợp tác Hồi giáo, LHQ và Ngân hàng thế giới. Vương quốc Anh không khuyến nghị các đối tượng của mình đi du lịch đến miền tây và miền trung Mindanao, cũng như đến quần đảo Sulu sau các sự cố.

## Thủ phạm
Nhà nước Hồi giáo (ISIL) đã nhận trách nhiệm về vụ đánh bom, mà theo tuyên bố của ông, đã được cam kết bởi hai hiệp sĩ tử vì đạo chống lại đền thờ của quân thập tự chinh. Quân đội Philippines đổ lỗi cho nhóm Abu Sayyaf ở Ajahn-Ajang, trích dẫn bằng chứng từ các sĩ quan tình báo quân sự rằng họ đã chặn các kế hoạch của Abu Sayyaf ném bom vào các khu vực khác của trung tâm Holo vài tháng trước. Đoạn video từ camera giám sát trong khu vực cho thấy Alias Kamah, anh trai của cựu lãnh đạo quá cố Gus Suraki Ingog, đi lang thang trong nhà thờ cùng với một số nghi phạm khác trước khi vụ nổ xảy ra. Kamah là nhà sản xuất bom nổi tiếng của Abu Sayyaf, theo báo cáo điều tra được công bố bởi Oscar Albalde, cảnh sát trưởng Philippines.

### Điều tra và trách nhiệm
Hình ảnh camera quan sát của khu vực cho thấy một Kamah nào đó, mặc áo khoác màu xanh lam và cầm điện thoại di động. Kamah, anh trai của cố lãnh đạo ASG tên là Surakah Ingog, được nhìn thấy đang lang thang trong nhà thờ với một số nghi phạm khác trước khi vụ nổ xảy ra. Kamah là nhà sản xuất máy bơm nổi tiếng cho ASG, theo báo cáo điều tra được công bố bởi người đứng đầu PNP, Oscar Albayalde. Quân đội Philippines đã công bố những hình ảnh của bốn nghi phạm liên quan đến các vụ tấn công được chụp bởi các hình ảnh CCTV. Chính quyền, bao gồm cả tổng thống của đất nước, không loại trừ khả năng vụ nổ là công việc của những kẻ đánh bom tự sát. Tuy nhiên, dựa trên các tuyên bố với quân đội của hai nạn nhân còn sống sót, họ đã thấy một người phụ nữ giấu một quả bom bên trong túi của mình và để nó trên một chiếc ghế dài bên trong nhà thờ nơi xảy ra vụ nổ sau đó; cả hai nhân chứng, tuy nhiên, không thể mô tả đầy đủ các đặc điểm thể chất của người phụ nữ.
Ngay sau vụ việc, Cung điện Malacañang đã đưa ra tuyên bố rằng thủ phạm của các vụ tấn công sẽ được tha. Người phát ngôn của tổng thống, Salvador Panelo, nhấn mạnh rằng "chúng tôi sẽ bức hại đến tận cùng trái đất những thủ phạm tàn nhẫn của tội ác hèn nhát này cho đến khi mỗi kẻ giết người bị đưa ra công lý và bị giam cầm. Luật pháp sẽ không cho họ thương xót." Cung điện cũng tuyên bố rằng các vụ đánh bom cung cấp "nhiều lý do" hơn cho việc duy trì thiết quân luật ở miền nam, Tổng thống Rodrigo Duterte bày tỏ sự phẫn nộ về các sự cố và đến thăm địa điểm ném bom vào ngày hôm sau. Ủy ban bầu cử tuyên bố rằng mặc dù các vụ đánh bom, họ không thấy cần phải đặt Jolo dưới sự kiểm soát của mình và hoãn cuộc trưng cầu dân ý tiếp theo vào ngày 6/2. Chủ tịch của Cơ quan Phát triển Mindanao, Abul Khayr Alonto, cũng mô tả vụ việc là "một hành động điên rồ" rằng "không nên được phép gieo rắc nỗi sợ hãi trong dân chúng yêu chuộng hòa bình".
WestMinCom xác nhận rằng Tổng thống Duterte đã ban hành lệnh "chính sách chiến tranh tổng lực" chống lại các nhóm khủng bố, và Jolo đã bị phong tỏa toàn bộ. Văn phòng xuất nhập cảnh cũng đã được đặt trong tình trạng báo động cao để ngăn chặn sự xâm nhập của các phần tử khủng bố nước ngoài mới, trong khi Ủy ban đăng ký và nhượng quyền thương mại đất đai đã ra lệnh cho tất cả các phương tiện tiện ích thực hiện an ninh chặt chẽ hơn; Ông cũng đề nghị công chúng thông báo cho bất kỳ cơ quan chức năng nào về hoạt động đáng ngờ trong các thiết bị đầu cuối và phương tiện. Trong cuộc đột kích chung giữa quân đội và cảnh sát ở Barangay Latih de Patikul, Sulu để bắt giữ Kamah, nghi phạm đã trốn thoát ngay cả khi một trong những đồng đội của anh ta bị giết. một người xem bắn tỉa, hai điện thoại di động và một chiếc xe máy. Quân đội tiếp tục săn lùng nghi phạm bằng trực thăng tấn công được triển khai trong tỉnh. Vào sáng ngày 30 tháng 1, hai trong số các nghi phạm được xác định trước đó qua hình ảnh camera quan sát đã được chuyển cho cảnh sát để xóa tên của họ; một trong số họ là nghi phạm được xác định là anh trai của cố lãnh đạo ASG. Hai người khác tiếp tục kiện vì sợ rằng chính quyền sẽ theo đuổi họ mặc dù WestMinCom không xác định được cái sau trong video đã được công bố.

### Vụ nổ
Lực lượng vũ trang của Bộ Tư lệnh Tây Mindanao của Philippines (AFP WestMinCom) đã công bố những hình ảnh kín về vụ đánh bom. Lúc 8:26 sáng, mọi người được hiển thị làm tin nhắn vào Chủ nhật. Vào lúc 8:30 sáng, từ một góc độ khác, mọi người được nhìn thấy đang đi về phía nhà thờ. Vào lúc 8:28 sáng, thiết bị nổ ngẫu hứng đầu tiên phát nổ bên trong thánh đường. Vào lúc 8 giờ 30 phút, mọi người được nhìn thấy bỏ chạy khi một vụ nổ thứ hai hoành hành qua khu vực đỗ xe của Nhà thờ khi quân đội của Tiểu đoàn Bộ binh 35 phản ứng. WestMinCom tuyên bố rằng IED thứ hai được đặt bên trong hộp dụng cụ của một chiếc xe máy đậu bên ngoài thánh đường, theo Bộ Nội vụ và Chính quyền địa phương, các thủ phạm đã sử dụng một chiến lược tương tự như vụ đánh bom ở Bali năm 2002 để gây thêm nạn nhân trong số những người trả lời đầu tiên Người ta ước tính rằng các thiết bị nổ có trọng lượng không dưới hai kg; Một điện thoại di động bị nghi ngờ đã được sử dụng làm thiết bị kích hoạt đã được phục hồi gần trang web. Trên cơ sở điều tra sau vụ nổ được xác nhận bởi DILG, các thiết bị được sử dụng là máy bơm ống amoni nitrat.